# August Sedelin
Carl August Sedelin, född 28 januari 1850 i Stockholm, död där 28 februari 1910, var en svensk målargesäll och målare.
Han var son till tapetserarmästaren Johan August Sedelin och Emelie Amanda Wilhelmina Eckerberg. Sedelin omnämns som målargesäll 1880 och är troligen upphovsmannen till en charmfull naiv skildring av gamla restaurang Strömsborg i Stockholm. Målningen är signerad A Sedlin och är utförd på 1870-talet innan Eldkvarn brann eftersom denna byggnad skymtar i bakgrunden. 